# Dorothea von Lieven
Katharina Alexandra Dorothea von Lieven, född von Benckendorff, född 28 december 1785 (gamla stilen: 17 december) i Riga, död 27 januari 1857 i Paris, var en rysk furstinna. Hon var gift med Christoph von Lieven samt syster till Alexander och Konstantin von Benckendorff.
Lieven intog under sin makes långa sändebudstid i London en mycket inflytelserik ställning i den diplomatiska världen och samlade i sin salong förutom diplomater och politiker även författare och konstnärer i mängd. Hon kallades ibland "Europas diplomatiska Sibylla", var förtrolig väninna till Klemens von Metternich, Robert Stewart, viscount Castlereagh, George Canning och framför andra Charles Grey, 2:e earl Grey, inspirerade sin makes depescher och betraktades ej utan skäl som "det verkliga sändebudet". Särskilt ägde hon en enastående skicklighet i att, skenbart fogande sig i andras tankegång, inge dem de idéer, vilkas framgång hon ville befordra. 
Hemkommen till Ryssland med sin make 1834 överhopades hon av tsarfamiljen med förtroendebevis, men kunde efter sina två söners plötsliga död 1835 ej längre övertalas att stanna kvar i Sankt Petersburg utan återvände samma år till de västerländska kretsar, vid vilka hon kände sig fäst. Hon bosatte sig i Paris och blev där i det forna Hôtel Talleyrand medelpunkten i en lysande salong, som fördunklade madame Juliette Récamiers. Främst bland hennes franska vänner märktes François Guizot, och kretsen av sina brittiska förbindelser förstod hon även att bevara, utvidga och politiskt utnyttja. 
Lieven vistades till sin död i Paris med endast två korta avbrott, nämligen efter februarirevolutionen 1848, då hon en tid bodde i London, och efter Krimkrigets utbrott 1854, då hon för ett år drog sig tillbaka till Bryssel. Hon efterlämnade några fragmentariska Mémoires och en mycket vidlyftig korrespondens. Av denna är (i engelsk översättning av G. Le Strange) utgiven hennes brevväxling med earl Grey (tre band, 1890–1891) samt (av Robinson, 1902) Letters of Dorothea, Princess Lieven, During her Residence in London, 1812–1834.